# 세포주기 조절 시스템
세포주기 조절 시스템에 대해 설명한다.
세포분열은 성장하는 세포에서 새로운 물질을 합성한 후 이렇게 만들어진 물질을 정해진 장소로 옮겨 세포가 두 개로 나누는 과정이다. 세포 주기 조절 시스템은 이런 모든 장치를 정확한 시간에 작동시키거나 중지시키는 역할을 해서 세포주기의 다양한 단계를 조정하는 역할을 한다.

## 세포 주기
세포주기는 세포가 세포 내 물질들을 기존의 것보다 두 배 증가시킨후, 두 개로 나뉘는 일련의 과정을 통해서 기존의 세포와 같은 세포를 계속해서 생산해 내는 과정이다. 세포주기는 네 가지 단계인 M기, G1기, S기, G2기로 구성되어 있다.
M기는 염색체가 분열하여 딸세포가 형성되는 과정으로 유사분열(mitosis)이라는 핵이 분리되는 과정과 세포질분열(cytokinesis)이라는 세포가 두 개로 나뉘는 과정으로 구성된다.
M기와 M기 사이를 간기(interphase)라고 부르며, G1기, S기, G2기로 이루어져 있다. G1기는 간기의 첫 번째 시기로 M기가 끝나는 시기와 S기가 시작하는 시기 사이에 존재하여 M기에서 생성된 딸세포들이 S기에서 DNA복제가 일어나기 위한 적절한 조건을 갖출 때까지 성숙되는 단계이다. S기는 세포가 그들의 DNA를 두 배로 복제시키는 단계이다. G2기는 S기와 M기 사이의 시기로 M기의 유사분열이 적절하게 일어날 수 있을 때까지 점검하는 시기이다.

## 세포 주기 조절 시스템이란
세포주기 조절 시스템은 각 세포 주기에서 다음 단계로 넘어갈 수 있는지를 점검하여 적절하지 않은 상태에서 다음 단계로 넘어가지 않도록 방지하는 시스템이다. 전체적인 세포주기에서 G1기, G2기, 그리고 M기의 특정한 시점에서 작용한다. G1 확인지점에서는 S기를 진입하기에 환경이 적당한지를 점검하고, G2 확인지점에서는 모든 DNA가 복제되었으며 DNA에 손상이 없는지를 점검하여 M기에 진입할 수 있는지를 점검한다. 마지막으로 M기의 유사분열 내 확인지점에서는 모든 염색체에 유사분열 방추사가 적절히 부착되어 복제된 염색체의 분리를 시작할 수 있는지를 점검한다.

## 세포 주기 조절 시스템의 작동 원리
세포주기 조절 시스템은 Cdk라는 주기적으로 활성화되는 단백질 인산화효소에 의해 작동한다. 이 Cdk 단백질들이 필요한 시점에 특정한 세포내 신호전달경로를 활성화 시켜 다음 세포주기 단계로 넘어가도록 하는 것이다. 이러한 Cdk 단백질들은 사이클린(Cyclin)이라는 두 번째 단백질에 의해 활성을 띠게 되는데, 따라서 이름이 사이클린 의존성 단백질(Cyclin-dependent protein kinase), 즉 Cdk라고 불리는 것이다.
이러한 단백질들은 세포주기 전반에 걸쳐 존재하지만, 세포 주기를 조절하기 위해서는 어떤 주기의 특정한 시점에만 활성화되어 역할을 하고, 다음 단계로 넘어간 후에는 즉시 불활성화되어야 한다. 예를 들면 G1 확인지점에서 작용하는 Cdk 단백질은 G1기 끝에 활성화되어 S기에 진입에 관여한 후 즉시 불활성화되어야 하고, 또다른 G2기확인지점에 작용하는 Cdk 단백질들은 M기 바로 전에 활성화되어 세포분열의 시기에 진입하게 한 후 불활성되어야 한다.
이러한 Cdk 단백질들의 주기적인 활성의 변화는 바로 사이클린 단백질이 가능하게 한다. 사이클린 단백질의 농도는 세포주기에서 주기성을 띠고 변화하는데, Cdk 단백질들은 사이클린 단백질과 결합하여 사이클린-Cdk 복합체를 형성한 상태로만 활성화되어 작용하기 때문에 Cdk 단백질들의 활성도 주기적으로 변화할 수 있는 것이다.
그러나 사이클린의 농도는 점진적으로 변화하기 때문에 이것 만으로는 특정한 세포주기에서 Cdk의 활성이 갑자기 증가하고 갑자기 감소하는 것은 설명할 수 없다. 이것은 사이클린-Cdk 복합체의 구조가 가능하게 한다. 사이클린과 Cdk가 처음 복합체를 형성하면 불필요한 인산기가 붙어있어 이 인산기가 복합체의 활성을 억제한다. 필요한 세포주기의 시점에 적절한 단백질 탈인산화효소가 작용하여 이 사이클린-Cdk 복합체의 인산기를 제거함으로써 Cdk 복합체는 활성을 띠게 되고, 따라서 이 복합체의 활성을 갑자기 증가시키는 것이 가능해지는 것이다. 또한, 이 사이클린-Cdk 복합체가 자신의 역할을 하고 난 후에는 사이클린에 특정한 효소복합체가 작용하여 유비퀴틴을 붙여줌 으로써 사이클린이 복합체로부터 떨어져 나와 프로테아좀으로 운반되어 사이클린이 분해된다. 따라서 특정한 시점 후에는 사이클린-Cdk 복합체의 활성이 갑자기 감소하는 것이 가능해진다.

## 세포 확인지점

### G1 확인지점
G1 확인지점은 세포 주기에서 M기가 끝난 후 G1 기에서 세포주기를 조절하는 지점이다. 이 지점에서는 G1 사이클린과 이와 결합하는 특정한 Cdk 단백질이 G1-Cdk 단백질 복합체를 형성하여 세포 주기를 조절하는 역할을 담당한다. G1 확인지점은 세포 분열의 시작 여부를 결정하는 지점으로 모든 확인지점 중 가장 중요하며, 세포가 G0기(휴지기)로 들어가 세포 분열을 중단할 지 아니면 계속 세포분열을 진행하여 딸세포를 형성할지를 결정한다. 만약 세포 외부에서 세포 분열을 하라는 신호가 있는 경우, G1-Cdk 복합체가 기능하여 다음 S기로 넘어가 DNA 복제 하는 것을 가능케 하며, 만약 세포 외부에서 세포 분열을 중단하는 신호가 오는 경우 G1-Cdk는 신호에 의해 작동하지 않으며 세포는 더 이상 분열하지 않고 가만히 있는 G0기(휴지기)로 들어가게 된다.
또한 만약 특정한 세포가 세포분열을 진행할 것이 결정되면, G1/S 사이클린이 세포가 G1기에서 S기로 진입하는 것을 유도하게 된다. 세포가 G1기에서 S기의 DNA 복제를 진행할 정도로 성숙해진 경우 G1/S 사이클린과 그와 결합하는 특정한 Cdk 단백질이 결합하여 G1/S-Cdk 단백질 복합체를 형성한 후 이것이 S기로의 진입을 유발하게 된다.
이 G1에서 S기로 진입하게 하는 원리는 바로 p53이라 불리는 전사조절단백질과 관련이 있다. 만약 DNA에 이상이 생긴 경우 p53 단백질의 농도와 활성은 증가하며, p53 단백질의 활성화는 p21이라고 불리는 Cdk 저해단백질을 암호화하고 있는 유전자의 전사를 촉진시킨다. 이에 의해 발현된 p21 단백질은 세포로 하여금 S기로 진입하게 하는 G1/S-Cdk 복합체에 결합하여 그 활성을 억제한다. 따라서 DNA 손상이 있는 경우 세포는 S기로 진입할 수 없으며, DNA 손상을 복구할 수 있는 시간을 벌 수 있는 것이다.

### G2 확인지점
G2 확인지점에서는 S기에서 DNA 복제를 끝내 G2기로 넘어온 세포가 M기의 유사분열을 진행할 정도로 성숙되어 있는지를 점검하는 확인지점이다. 이 확인지점에서는 구체적으로 모든 DNA가 복제되었으며 DNA에 손상이 없는지를 점검한다. 이 같은 과정은 M-Cdk 단백질 복합체가 담당하는데, 여기서 중요한 것은 이 M-Cdk 단백질 복합체 혼자서 유사분열의 진입 뿐만 아니라 유사분열 초기에 나타나는 모든 다양하고 복잡한 재배열을 일으킨다는 것이다. M 사이클린의 농도는 S기가 끝난 직후 축적되며 G2기 끝에 갑자기 M-Cdk가 Cdc25 탈인산화효소에 의해 활성화 됨으로써 세포는 G2기에서 M기로 진행하게 된다.

### 유사분열 내 확인지점
유사분열 내 확인지점에서는 모든 염색체에 유사분열 방추사가 적절히 부착되었는지를 점검해 복제된 염색체를 분리한다. 이 같은 과정도 M-Cdk에 의해 일어난다. 우선 M-Cdk는 세포가 M기로 진입할 때 콘덴신 이라고 불리는 단백질 복합체를 인산화 시키면서 활성화 시켜 염색질이 염색체로 응축되도록 한다. 이제 M기가 진행되면서 염색체가 적도면에 배열되는 중기 이후에 염색체들이 갈라지기 시작하는 후기가 되면 후기촉진복합체(APC)에 코헤신을 분해하는 단백질 인산화 효소인 세파레이즈를 활성화 시켜 자매염색분체를 묶어주던 코헤신연결이 끊어져 각각의 염색분체가 양쪽으로 끌려가게 된다. 또한, APC는 M 사이클린도 분해하여 M-Cdk 복합체를 불활성화 시키며, 이는 유사분열을 끝내도록 한다.

## 같이 보기
- 세포 검문 지점

## 참고 문헌
1. (Essential Cell Biology ,3rd edition , Bruce Alberts, Dennis Bray, Karen Hopkin, Alexander Johnson, Garland Publishing ,etc 643-665
2. https://terms.naver.com/entry.nhn?docId=1261190&cid=40942&categoryId=32322 네이버 지식백과- 세포주기 조절 계
3. https://terms.naver.com/entry.nhn?docId=429246&cid=576&categoryId=576 네이버 생명과학대사전- 세포주기
4. http://www.ncbi.nlm.nih.gov/books/NBK26824/ Molecular Biology of the Cell. 4th edition. Component of Cell-Cycle control system
5. http://bscb.org/learning-resources/softcell-e-learning/cell-cycle-control/ British Society for Cell Biology. Cell-Cycle Control.